# Parafia św. Józefa Oblubienica Najświętszej Maryi Panny w Porębie
Parafia Świętego Józefa Oblubieńca NMP – rzymskokatolicka parafia znajdująca się w Porębie. Należy do dekanatu Zawiercie – Świętych Piotra i Pawła w archidiecezji częstochowskiej. Została utworzona 13 marca 1908 r. przez administratora diecezji kieleckiej Franciszka Brudzyńskiego z terenu parafii Ciągowice. Kościół parafialny został wybudowany w 1901 r. w stylu neogotyckim, poświęcono go w roku 1908, a konsekrowano w 1957 r. Mieści się przy ul. Dworcowej.